# Graswinckel

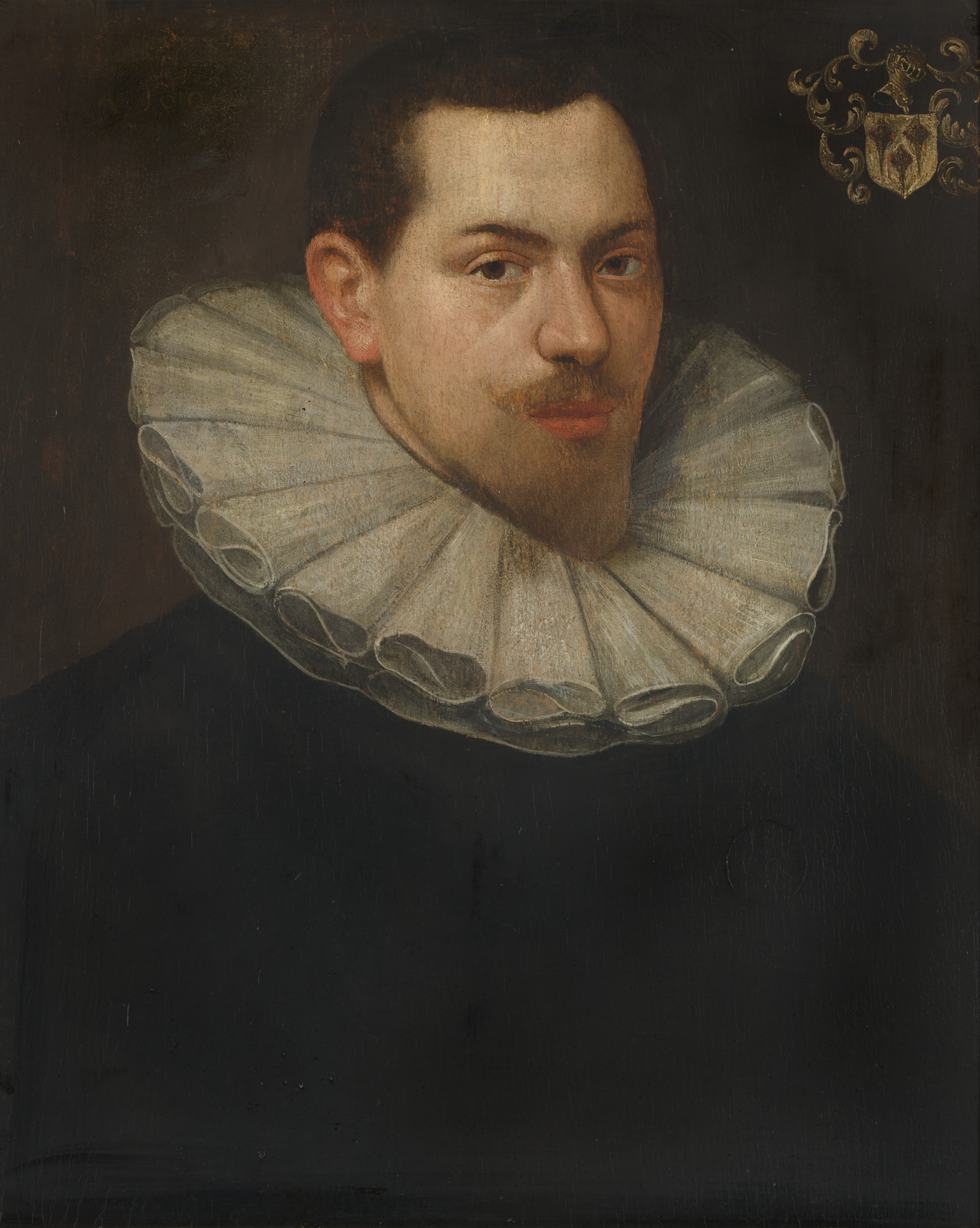
Portret van Engelbert Graswinckel van Maesland

Graswinckel (ook: Graswinkel en: List Graswinckel) is een van oorsprong Delfts regentengeslacht, waarvan een lid in 1908 in de Nederlandse adel werd verheven.

## Geschiedenis
De oudst bekende generaties van deze familie waren brouwer en droegen de naam van hun brouwerij, zoals Jan Jans en zijn zoon Gerrit Jans Ruytesteyn, naar hun brouwerij De Ruit aan de Koornmarkt in Delft. Beiden gebruikten echter ook al de naam Graswinckel. Deze familienaam is waarschijnlijk ontleend aan een driehoekig stukje land (winkel = hoek) in Den Hoorn, ten westen van Delft, dat al in 1558 in het bezit was van de familie (en bleef tot 1748).
Leden van de familie vervulden al vanaf de 16e eeuw diverse publieke functies in Delft; zij waren onder andere thesaurier, gasthuismeester, armmeester, weesmeester en veertigraad.

Bij Koninklijk Besluit van 21 juli 1908, nr 71, werd Dirk Petrus Marius Graswinckel (1836-1913) verheven in de Nederlandse adel. In 1919 werden de niet-adellijke takken opgenomen in het Nederland's Patriciaat.

## Enkele telgen
- Jan Jans Graswinckel d'Oude (ovl. 1583), brouwer en bestuurder in Delft
  - Gerrit Jans Graswinckel (1542-1627), brouwer en bestuurder in Delft
    - Engelbert Graswinckel van Maesland (1577-1635), bestuurder in Delft
      - Maerten Graswinckel (1612-1675), bestuurder in Delft
        - Hermanus Graswinckel (1639-1678), kapitein der Delftse burgerij
          - mr. David Graswinckel (1666-1712), kapitein der Delftse burgerij
            - Harman Marten Graswinckel (1691-1736), opperkoopman te Banda
              - David Graswinckel (1732-1803), bestuurder in Delft
                - mr. Dirck Graswinckel (1761-1842)
                  - Abraham Graswinckel (1793-1851), stamvader van de niet-adellijke tak
                  - Herman Barthout Graswinckel (1798-1857), 1e luitenant, kapitein der artillerie
                    - jhr. ds. Dirk Petrus Marius Graswinckel (1836-1913), predikant, in 1908 verheven in de Nederlandse adel, trouwde in 1861 met Augusta Ernestina Frederika List (1839-1916) stamvader van de adellijke tak
                      - jhr. Augustinus Frederik Karel Graswinckel (1863-1937), luitenant-generaal infanterie
                        - jhr. dr. Dirk Petrus Marius Graswinckel (1888-1960), algemeen rijksarchivaris

                      - jhr. Cornelis Eliza Graswinckel (1865-1931), chef militair ziekenhuis te 's-Gravenhage
                        - jhr. Cornelis Eliza Graswinckel  (1906-1989), kunstschilder en glazenier

                      - jhr. David Christinus Graswinckel (1867-1935), luitenant-kolonel rijdende artillerie, lid gemeenteraad van Arnhem
                        - jhr. Frederic Carel List Graswinckel (naamswijziging Graswinckel, in List Graswinckel bij K.B. van 23 aug. 1902, nr. 42) (1901-1986)

  - Abraham Graswinckel (1544-1607)
    - Jan Abrahamszn Graswinckel (ca. 1576-1636), brouwer, schepen van Delft
      - Dirk Graswinckel (1600-1666), heer van Holy, advocaat-fiscaal van Holland en Zeeland, griffier van de Chambre Mi-partie